# Kamenný vrch (Frýdlantská pahorkatina)
Kamenný vrch (443,6 m n. m.) je významný bod Bulovské pahorkatiny ve Frýdlantském výběžku na severu České republiky. Nachází se ve vzdálenosti 2,5 kilometru severozápadním směrem od Jindřichovic pod Smrkem. Má podobu ploché kupovité vyvýšeníny z biotiticko-muskovitické ortoruly. Jižním směrem vybíhá z vrcholu široký denudační hřbet vedoucí po východním okraji údolí potoka Řasnice.
Samotný vrchol je zalesněn smrkovým porostem, ve kterém ale lze nalézt také modřín, borovici, dub nebo olši. Vrchol je součástí stejnojmenné přírodní památky, která vznikla kvůli ochraně matečního komplexu hnízd mravenců, jež zde žijí. Při západním úpatí Kamenného vrchu se nachází pískovna, kde se těží glacifluviální písky pevninského sálského zalednění.